# Got-Ya
Got-Ya, conosciuto anche come The Hand nella schermata introduttiva, è un videogioco arcade del 1982 sviluppato da T.I.C. e pubblicato da Game-A-Tron.

## Modalità di gioco
Il gameplay di Got-Ya è simile a quello di Pac-Man. Il giocatore controlla una mano viola inseguita da quattro mani verdi che fanno i segni della morra cinese, in un labirinto da una visuale sopraelevata. Ci sono cinque labirinti in tutto, che cambiano ogni livello in un ordine stabilito, quindi si ripetono a partire dalla sesta schermata. I labirinti possono avere fino a due tunnel laterali che la mano può usare per andare da un lato all'altro dello schermo, ma quello del quinto livello ne ha sei.
Ogni labirinto è disseminato di palline che il giocatore dovrà raccogliere passandoci sopra. Ci sono anche diversi (di solito sei, ma la prima configurazione del labirinto ne ha cinque) simboli del dollaro posizionati nei labirinti (l'equivalente degli energizzanti del titolo Namco); acquisire una di queste fa sì che il giocatore può premere uno dei tre pulsanti per trasformare la mano viola in carta, sasso o forbici e ribaltare la situazione sugli inseguitori. Quelli che riesce a battere fanno guadagnare punti una volta che vengono catturati, o perde una vita se viene "battuto". Un pareggio permetterà di passare. Quando tutte le palline sono state raccolte, si avanza al livello successivo.